# Kubota Ryo (2001)
Kubota Ryo (sinh ngày 5 tháng 1 năm 2001) là một cầu thủ bóng đá người Nhật Bản.

## Sự nghiệp câu lạc bộ
Kubota Ryo hiện đang chơi cho Zweigen Kanazawa.